# Masacre de obreros del 15 de noviembre de 1922
La masacre de obreros del 15 de noviembre de 1922 fue una matanza de trabajadores perpetrada por el Ejército del Ecuador en Guayaquil. Fue una respuesta a la Huelga general de noviembre de 1922, autorizada por el entonces presidente de la república, el liberal José Luis Tamayo. La masacre tuvo lugar luego de que los trabajadores iniciaran una marcha multitudinaria para exigir la liberación de compañeros detenidos.
El evento ha cobrado gran importancia en la historia sindical de Ecuador y es recordado como el "bautismo de sangre de la clase obrera ecuatoriana". La fecha es rememorada todos los años por organizaciones de trabajadores, quienes colocan ofrendas florales y cruces en el Río Guayas en honor a los asesinados.

## Antecedentes
Los incidentes iniciaron en octubre de 1922, cuando los empleados ferroviarios de la estación de Durán iniciaron una huelga para exigir mejores condiciones laborales y mejores salarios. Los sectores sindicales de Guayaquil se unieron a la huelga en días posteriores. Los empleados de la empresa de luz eléctrica, transportistas y trabajadores del astillero se unieron el 7 de noviembre. Entre sus exigencias constaban, además de mejoras salariales, la aplicación de la ley que establecía una jornada laboral máxima de 8 horas, aprobada en 1916, y el anuncio de 30 días previos en caso de despido.
Los empresarios no aceptaron las peticiones y, como contra-propuesta, barajaron la idea de aumentar el costo del pasaje de transporte público para poder subir los salarios.
El 13 de noviembre la huelga se volvió general y la ciudad quedó paralizada, con cortes de electricidad, falta de transporte urbano y desabastecimiento de mercados. Un día después, el presidente José Luis Tamayo envió un telegrama al general Enrique Barriga Larrea, jefe de la zona militar de Guayaquil, que decía: "Espero que mañana a las seis de la tarde me informará que ha vuelto la tranquilidad a Guayaquil, cueste lo que cueste, para lo cual queda Ud. autorizado."

## Desarrollo
Durante la mañana del 15 de noviembre, contingentes militares adicionales ingresaron a Guayaquil, mientras las calles comenzaron a llenarse de manifestantes. Producto de un altercado en una panadería que se había negado a plegarse al paro, varios huelguistas fueron detenidos y uno de ellos fue asesinado por la policía. El huelguista abatido, llamado Alfredo Baldeón, fue inmortalizado por Joaquín Gallegos Lara en la novela Las cruces sobre el agua.
A las dos y media de la tarde, gran parte de los trabajadores iniciaron una marcha pacífica que desembocó en la Clínica Guayaquil con el objetivo de pedir, a través de mediadores, la liberación de los compañeros detenidos en la mañana. A lo largo del camino distintos grupos de personas se fueron sumando a los manifestantes y se produjeron focos de disturbios. La cifra total de participantes en la marcha se calcula entre 5.000 y 30.000 personas. El gobernador de la provincia aceptó la petición, por lo que los manifestantes se dirigieron al cuartel de policía, ubicado en las calles Cuenca y Chile, sitio en que se encontraban los detenidos.
De acuerdo a los historiadores Óscar Efrén Reyes y Efrén Avilés Pino, a medida que avanzaba la marcha los ánimos de los manifestantes se caldearon por los discursos vehementes de los líderes sindicales, lo que empeoró cuando se propagó el anuncio de que las autoridades reprimirían la marcha a la fuerza. Según recuenta el sacerdote Carlos D. Cobo, en una carta fechada en abril de 1923, en medio del caos un grupo de manifestantes en la calle Olmedo desarmó a un policía y a 14 militares que se encontraban custodiando una mesa electoral de consejeros municipales, lo que de acuerdo a Miguel Ángel González Leal produjo los primeros disparos de la tarde.
Según una versión de los hechos, cuando la marcha llegó a las inmediaciones del cuartel los policías dispararon contra los huelguistas, entre los que había mujeres y niños, pensando que planeaban tomarse el cuartel. Más de 2.000 militares entonces se unieron a la policía y empezaron a disparar sin tregua contra los asistentes a la marcha. Los manifestantes escaparon hacia la Avenida Nueve de Octubre, algunos intentaban ayudar a los heridos, otros empezaron a asaltar locales comerciales en busca de armas y objetos para protegerse de las balas, lo que es corroborado por Cobo. En cambio, de acuerdo a Reyes - en su Historia de la República de 1931 - y a Avilés, los saqueos se produjeron antes de la intervención militar, ante la circulación de un rumor de que los militares iban a disolver las protestas por la fuerza algunos sindicalistas incitaron a la búsqueda de armas en almacenes, lo que pronto se deformó en actos de vandalismo y saqueos por parte de los manifestantes, aunque otros reportes señalan que estos actos fueron cometidos por delincuentes infiltrados. En esta cronología es luego de los asaltos que salen los batallones de militares a las calles.
Muchos obreros fueron rodeados y asesinados en medio de plazas, almacenes y viviendas. Los enfrentamientos se extendieron hasta altas horas de la tarde y cubrieron todo el centro de la ciudad, llegando hasta la calle Luzárraga. Los intentos de los manifestantes por defenderse fueron inútiles, tomando en cuenta que el ejército no sufrió bajas.
De acuerdo al poeta e historiador Alejo Capelo, líder sindical y testigo de los hechos, civiles, aparentemente de clase social alta, se unieron a los militares y dispararon contra los huelguistas desde sus casas. Luego de perpetrada la masacre, según relató Capelo, las mismas personas aplaudieron a los militares mientras recorrían las calles aún ensangrentadas.

## Desenlace
La cifra total de personas asesinadas varía de acuerdo a distintas fuentes, con las estimaciones más bajas poniendo la cifra alrededor de un centenar de muertos y las más altas llegando hasta 500 personas (como afirmó Cobo), aunque algunos historiadores y medios de prensa aseguran que la cifra real es cercana al millar de fallecidos. El régimen de Tamayo ubicó la cifra en 10 muertos, mientras líderes sindicales contaron 90. La dificultad para calcular el número exacto de víctimas radica en que muchas de ellas habrían sido enterradas en fosas comunes, bajo control militar.
La mayoría de los muertos fueron llevados al Hospital General, la Clínica Guayaquil, la Clínica Parker y el Cementerio General de Guayaquil, donde fueron enterrados en una fosa común y donde se impidió la entrada a muchos familiares, que habían llegado a reconocer los cuerpos. Esto fue corroborado por el escritor guayaquileño Joaquín Gallegos Lara, quien contaba con 13 años al momento de la masacre, y que en una carta a la política Nela Martínez afirmó también que varias de las personas arrojadas a la fosa común aún estaban con vida, pero que los militares impidieron ayudarlos y los enterraron junto a los demás.
Otros cadáveres, levantados por los militares dentro de los almacenes Cassinelli y Cia del centro de la ciudad, fueron arrojados en camiones al Río Guayas, a la altura de la calle Mejía, como denunció diario El Universo en su edición del 18 de noviembre.
Días después de la masacre, el gobierno inició un juicio penal contra los trabajadores sobrevivientes, acusándolos de ser los supuestos responsables de los disturbios suscitados. Sin embargo, el juicio sólo llegó a la etapa sumarial. Por su lado, el director del diario El Telégrafo, José Abel Castillo, fue desterrado y tuvo que exiliarse en Alemania por publicar un editorial en que condenaba la masacre.
De acuerdo a José Guzmán, obrero y participante de la huelga, el general Barriga asumió toda la responsabilidad de los hechos.

## Testimonios
En una entrevista con el periodista Francisco Febres Cordero, el escritor e historiador Alfredo Pareja Diez Canseco rememoró los hechos de la masacre, que él presenció durante su adolescencia: 

Yo tenía catorce años y me movilizaba en una bicicleta marca Bianchi que compró a plazos mi hermano mayor: pagaba por ella dos sucres semanales. En mi bicicleta salí al día siguiente de la catástrofe y vi mucha sangre por toda la ciudad. Yo vivía en un departamento bajo de la calle Rocafuerte y por ahí pasaban los vagones del ferrocarril de la aduana llenos de cadáveres.

## Diferencias historiográficas
Desde el punto de vista historiográfico tradicionalmente han circulado dos importantes versiones sobre la causa de la masacre, la de los militares y la de los sindicalistas. Para los militares la responsabilidad de la masacre recae en los mismos sindicalistas puesto que la movilización habría estado protagonizada por turbas de saqueadores con influencias extremistas que pretendían destrozar la ciudad, y por lo tanto era un motín que debía ser reprimido. Para los sindicalistas la masacre fue responsabilidad del gobierno contrario a un proceso de movilización popular, organizada especialmente por artesanos, con un antecedente de más de dos meses de legítima protesta social.
Para el historiador Efrén Avilés Pino los relatos realizados varios años después de 1922, por parte de simpatizantes de la izquierda política ecuatoriana, y en especial la obra de ficción Las cruces sobre el agua (de 1946) de Joaquín Gallegos Lara, han cubierto de fantasía los hechos del 15 de noviembre con el objetivo de satanizar la respuesta militar, y han desorientado la investigación histórica.

## En la ficción
La masacre de obreros ha sido plasmada en varias obras clave de la literatura ecuatoriana, entre ellas la reconocida novela Las cruces sobre el agua, de Joaquín Gallegos Lara. La novela, considerada una obra testimonial, fue dedicada por Gallegos Lara a "la sociedad de panaderos de Guayaquil, cuyos hombres vertieron su sangre por un nuevo Ecuador".
El hecho también aparece en la novela Baldomera, considerada una de las obras más destacadas de Alfredo Pareja Diezcanseco. La novela describe el momento más intenso de la masacre en el siguiente fragmento: 

Baldomera vio caer a muchas a su lado. Se desplomaban y ni siquiera sus gritos se oían. Sólo a cada momento, la voz del oficial: -¡Fuegoo! Y la descarga cerrada, estridente, silbante. Las calles se teñían en sangre. Baldomera había llegado a la cabeza de la manifestación. Movía los brazos en el aire y gritó hasta enronquecer. Poco rato duró la sugestión de su figura. Los brazos, con los puños cerrados, cortaban el aire. Se alzaban picos, palos, banderas rojas, letreros(...) Los niños con las manos crispadas, arrugando las mantas de las madres, chillando, las facciones paralizadas. Y sin armas, carajo, con qué matar soldados y generales.